# 三溴化锆
三溴化锆是一种无机化合物，化学式为ZrBr3，它是锆的溴化物之一。

## 制备
三溴化锆可由锆还原四溴化锆制得，但该反应不充分，产物中常常含有过量的金属：
3 ZrBr4 + Zr → 4 ZrBr3
制备它的替代方法是将三价锆从它的三溴化铝溶液中结晶出来，这种溶液通过用锆或铝在230–300 °C还原熔融三溴化铝中的四溴化锆得到。

## 结构与反应
三溴化锆相比预期d1金属离子Zr3+有较小的磁矩，这说明其中有不可忽略的Zr-Zr键。它和三氯化锆及三碘化锆一样，具有β-TiCl3结构。
它可以和氨反应，得到顺磁性的[Zr(NH3)6]Br3，而相应的氯化物则会分解失去部分氨。它和过量氰化钾在液氨中反应，可以得到K5Zr(CN)5。
三溴化锆加热至566 °C可以歧化为二溴化锆和四溴化锆。

## 拓展阅读
- Allbutt, M., & Fowles, G. W. A. (1963). The reaction of zirconium halides with solutions of potassium and potassium amide in liquid ammonia. Journal of Inorganic and Nuclear Chemistry, 25(1), 67–74. doi:10.1016/0022-1902(63)80209-2